# Зондский пролив
Зо́ндский проли́в (индон. и сунд. Selat Sunda) — пролив, разделяющий острова Ява и Суматра и соединяющий Индийский океан с Яванским морем Тихого океана.

## Этимология
Топоним пролива связывают с королевством Сунда и населявшим его народом сунды, от которого также произошло название Зондского моря (ныне из него выделены моря Бали, Яванское и Флорес) и Зондских островов. В конце VII—VIII веков на территории древнего Пасундана (буквально — Западная Ява) существовали несколько княжеств, которые к XI веку объединились в раннефеодальное государство.

## География

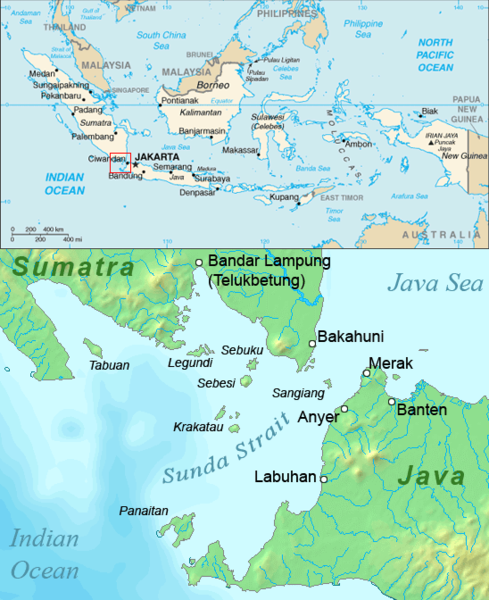
Зондский пролив

Зондский пролив в северо-восточной части имеет ширину около 24 км и глубину всего около 20 м, что создаёт проблему крупным судам. Кроме того судоходство здесь затрудняют и другие факторы: сильные приливные течения, песчаные отмели и наличие искусственных препятствий, таких как нефтяные платформы у побережья Явы. Особо крупные суда (например, танкеры) вынуждены делать «крюк» в обход островов.
Длина пролива около 130 км, наименьшая ширина — 27 км, наибольшая — около 100 км. Средняя глубина около 20 м, наибольшая — 40 м (между некоторыми островами может быть не больше 12 м). Климат экваториальный, влажный (относительная влажность воздуха 80 %). Среднегодовая температура воздуха +26 °C. Среднегодовое количество осадков — 1800—3200 мм. Приливы до 1,5 м. Характерной особенностью является наличие приливных течений, меняющих направление на протяжении суток, а также в результате воздействия сезонных факторов вызванных ветрами. Так, в мае-октябре под влиянием юго-восточного муссона на протяжении 18 часов сильное течение направляется в сторону юго-запада, а в другое время выражено слабое течение на северо-восток. В декабре-февраля, когда господствуют западный муссон, течение меняет своё направление наоборот. В наиболее узкой части скорость движения воды может достигать 8 км/час.
В проливе расположено много островов вулканического происхождения, самые известные — острова Кракатау, чьё извержение вулкана в 1883 году считается одним из мощнейших в современной истории. Крупнейший остров — Панайтан (также Панаитан; индон. Pulau Panaitan), имеющий вулканическое происхождение. Его площадь составляет около 170 км² (около 21 км в длину и 12,7 км в ширину). Расположен вблизи самой западной точки острова Ява. В отличие от большинства островов этого региона, он не так сильно пострадал от извержения вулкана Кракатау 1883 года и только его северное и восточное побережья подверглись удару цунами. Панаитан полностью входит в состав национального парка Уджунг-Кулон. К нему также отнесена группа островов Кракатау, юго-западная часть Явы и некоторые другие острова пролива. Уджунг-Кулон стал первым индонезийским национальным парком, который был объявлен ЮНЕСКО объектом Всемирного наследия (1991). Он является последним из мест обитания исчезающих яванских носорогов.

## История
Зондский пролив образовался в 416 или 535 году, взрывом супервулкана Кракатау и является его кальдерой.
Благодаря выгодному для торгового мореплавания географическому положению Зондский пролив приобрёл важное экономическое и политическое значение. Уже в древности он стал одним из главных торговых маршрутов в этой части света, в частности, для судов, направляющихся из Индийского океана в Китай, Японию и на Филиппины. Особое значение пролив имел для Нидерландской республики (1581—1795) и её Голландской Ост-Индской компании (1602—1798), господствовавших здесь на территории современной Индонезии. В этот период пролив использовался голландцами как важнейший морской маршрут для достижения Острова пряностей (ныне — Молуккские острова, принадлежавшие Индонезии).
Во время Второй мировой войны, в конце февраля — начале марта 1942 года, в проливе произошло морское сражение, являвшееся частью более крупной битвы в Яванском море. 28 февраля два союзных крейсера (американский «Хьюстон» и австралийский «Перт») неожиданно для себя наткнулись на японский конвой под командованием вице-адмирала Кензабуро Хара. По итогам боя оба крейсера союзников были потоплены, а японский минный тральщик и транспортное судно были уничтожены огнём союзников.
С 1960-х годов существуют планы строительства моста, соединяющего Суматру и Яву. Стоимость строительства подвесного моста над Зондским проливом длиной 30 км составляет около 15 млрд $. В апреле 2012 года было подписано соглашение с China Railway Construction Corporation (CRCC) — крупной китайской железнодорожной строительной корпорацией на строительство дороги и двухпутного железнодорожного моста стоимостью 11 млрд долларов. Однако в ноябре 2014 года новое правительство президента Индонезии Джоко Видодо отложило планы строительства моста.